# Lorenzo Armengual de la Mota
Lorenzo Armengual de la Mota y del Pino (Málaga, 5 de noviembre de 1633 - Chiclana de la Frontera, 15 de mayo de 1730), I marqués de Campo Alegre, fue un importante eclesiástico y estadista español del reinado de Felipe V, que ocupó los cargos de intendente universal, gobernador del Consejo de Hacienda, obispo de Cádiz, capitán y vicario general de la Real Armada Española, entre otros. En su honor está nombrada la Iglesia de San Lorenzo Mártir, fundada por él mismo en la ciudad de Cádiz.

## Biografía
Nació en Málaga el 5 de noviembre de 1633, siendo hijo del naviero José Armengual de la Mota, alcalde de Antequera, y de su esposa Teresa del Pino, ambos malagueños. Su hermano fue el teniente coronel Pedro Armengual de la Mota, caballero de la Orden de Santiago, fallecido en la batalla de Almansa. Su hermana y sucesora fue Jacinta Armengual de la Mota, madre de Bruno Verdugo y Armengual, II marqués de Campo Alegre, consejero de Hacienda.
Estudió gramática en la Escuela Capitular de Málaga, luego doctor en cánones por la Universidad de Zaragoza en 1694, misma ciudad donde fue ordenado sacerdote. Recibió los cargos de notario del Santo Oficio de la Inquisición en Sevilla, comisario del mismo en el reino de Aragón, secretario de cámara del arzobispo de Zaragoza, provisor y vicario general del arzobispado. En 1690 fue nombrado capellán de honor del rey Carlos II, canónigo de la catedral de Santiago de Compostela y vicario general de la Real Armada Española. El 6 de marzo de 1701 fue nombrado obispo auxiliar de Zaragoza y obispo titular de Dyonisias. 
Tras su posicionamiento a favor del rey Felipe V durante la Guerra de Sucesión Española, en 1705 fue nombrado gobernador del Consejo de Hacienda, en 1708 consejero de número del Consejo y Cámara de Castilla, repitiendo en el cargo de gobernador de Hacienda en 1711, y en 1714 intendente universal (equivalente a secretario de Estado de la Secretaría de Hacienda), mismo que ocupó hasta 1717.
En 1716 recibió el título de marqués de Campo Alegre (el cual renunciaría en su hermana) y los cargos de capitán real y vicario general de la Real Armada del Mar Océano. 
En 1715 fue preconizado obispo de Cádiz, tomando posesión en 1717. En 1722 colocó la primera piedra de la catedral nueva (actual Catedral de Cádiz). En 1722 colocó la primera piedra de la iglesia de San Lorenzo Mártir, misma en la que involucró al patronato de los neerlandeses del convento de San Francisco de Cádiz, así como a importantes cargadores genoveses de la carrera de Indias, presidiendo su consagración en 1730.
En 1729 fue nombrado consejero de Estado. Falleció el 15 de mayo de 1730, siendo enterrado en la Iglesia de San Lorenzo Mártir, al poco tiempo de haberla consagrado.
| Predecesor: Miguel Francisco GuerraJuan de Dios del Río González | Gobernador del Consejo de Hacienda Diciembre de 1705 - julio de 1709Diciembre de 1711 - febrero de 1717 | Sucesor: Juan de Dios del Río González |
| Predecesor: Alonso de Talavera                                   | Obispo de Cádiz 1715 - 1730                                                                             | Sucesor: Tomás del Valle               |